# Aulis (Tochter des Ogygos)
Aulis (altgriechisch Αὐλίς Aulís) ist eine Person der griechischen Mythologie.
Sie ist die Tochter des Ogygos und die Schwester der Thelxinoia und der Alalkomenia. Gemeinsam wurden sie als „Praxidikai“ auf dem boiotischen Berg Tilphossion nahe der Stadt Haliartos in einem Heiligtum verehrt. Dort wurden nach Pausanias Schwüre auf sie abgelegt, dies jedoch nicht leichtsinnig. Aulis soll die eponyme Heroin des boiotischen Ortes Aulis gewesen sein.
Bei Eustathios von Thessalonike ist sie die Tochter des Euonymos und damit die Enkelin des Flussgottes Kephissos.